# 佐々木陸海
佐々木 陸海（ささき りくかい、本名：ささき むつみ、1944年1月29日 - 2019年12月19日）は、日本の政治家。元衆議院議員（2期）。日本共産党書記局次長、同幹部会委員、同中央委員会事務室責任者。

## 来歴
長野県飯田市出身。「陸海」の名は、戦時中の1944年（昭和19年）に生まれたため、父親が「将来は陸士（陸軍士官学校）か海兵（海軍兵学校）へ進むように」と願って付けられたとされる。
信州大学文理学部を卒業後、赤旗外信部記者などを経て、1993年の第40回衆議院議員総選挙で旧東京10区から立候補し初当選。1996年の第41回衆議院議員総選挙では比例区（東京ブロック）単独で立候補し再選。3選を目指した2000年の第42回衆議院議員総選挙で東京13区から立候補するも落選。
2019年12月19日11時35分、肺腺がんのため、栃木県那須塩原市の病院で死去。75歳没。

## 主著
- 『中国共産党対外路線の検証:「文革」以後20年の混迷と矛盾』（新日本出版社、1987年10月、のち新日本文庫に収録）